# 再雇用警察官 いぶし銀
『再雇用警察官 いぶし銀』（さいこようけいさつかん いぶしぎん）は、姉小路祐による日本の警察小説。2020年6月5日に徳間文庫から刊行された。
2021年6月に、テレビ東京系列で『再雇用警察官2』のタイトルでテレビドラマ化された。